# Furnerius (cràter)
Furnerius és un gran cràter d'impacte situat en la part sud-est de la Lluna, a la zona propera a l'extremitat sud-oest. A causa de la seva ubicació, el cràter presenta forma oval quan s'observa des de la Terra a causa de l'escorç, però en realitat és gairebé circular. La relació de cràters propers notables inclou a Stevinus al nord-oest i a Fraunhofer al sud-sud-oest. Més cap al nord-oest s'hi troba el cràter Snellius i la seva vall associada denominada Vallis Snellius.

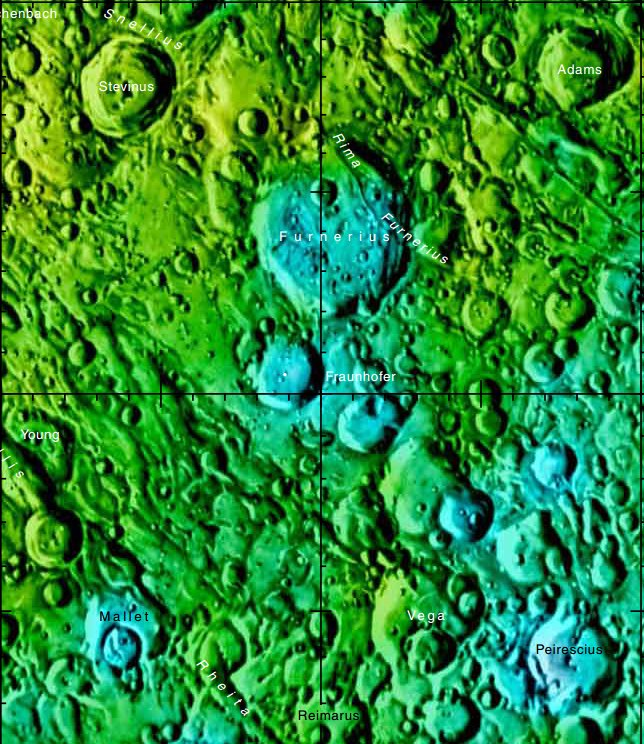
Localització de Furnerius. Fotografia de la missió Lunar Reconnaissance Orbiter.

La vora de Furnerius està desgastada i deformada, amb múltiples impactes al llarg de la seva longitud i amb nombroses mosses a la seva base. Actualment una gran part de la paret s'eleva només lleugerament per sobre del terreny circumdant, amb les seccions més baixes al nord i al sud. No obstant això, la paret nord s'eleva a una altura màxima de 3,5 km.
El pis interior està marcat per catorze cràters notables, i el més destacable és Furnerius B a la meitat nord, ocupant un lloc central. Taques fosques en el sòl indiquen àrees on la lava ha ressorgit. En la part nord-est de la planta apareix una esquerda denominada Rima Furnerius. Aquesta esquerda mesura uns 50 quilòmetres de longitud i segueix un curs cap al nord-oest, on aconsegueix la vora nord del cràter.
Al seu plànol lunar de 1791, Johann H. Schröter, va esbossar aquest cràter amb una cúpula baixa a la meitat sud. Aquest tret ha demostrat ser difícil d'identificar en les observacions i en les fotografies lunars subsegüents.
El satèl·lit japonès Hiten va haver de realitzar un aterratge forçós als voltants d'aquest cràter el 1993.

## Cràters satèl·lit
Per convenció aquests elements són identificats en els mapes lunars posant la lletra en el costat del punt central del cràter que està més prop de Furnerius.
|           | \| Furnerius \| Coordenades \| Diàmetre \| \| --------- \| ------------------------------------ \| -------- \| \| A \| 33° 30′ S, 59° 00′ E / 33.5°S,59.0°E \| 12 km \| \| B \| 35° 30′ S, 59° 54′ E / 35.5°S,59.9°E \| 22 km \| \| C \| 33° 42′ S, 57° 48′ E / 33.7°S,57.8°E \| 22 km \| \| D \| 37° 00′ S, 55° 54′ E / 37.0°S,55.9°E \| 16 km \| \| E \| 34° 48′ S, 57° 06′ E / 34.8°S,57.1°E \| 22 km \| \| F \| 36° 12′ S, 64° 00′ E / 36.2°S,64.0°E \| 43 km \| \| G \| 38° 12′ S, 65° 24′ E / 38.2°S,65.4°E \| 34 km \| \| H \| 37° 36′ S, 69° 30′ E / 37.6°S,69.5°E \| 44 km \| \| J \| 34° 48′ S, 64° 12′ E / 34.8°S,64.2°E \| 24 km \| \| K \| 38° 06′ S, 68° 06′ E / 38.1°S,68.1°E \| 36 km \| \| L \| 38° 36′ S, 69° 54′ E / 38.6°S,69.9°E \| 13 km \| \| N \| 33° 36′ S, 61° 06′ E / 33.6°S,61.1°E \| 9 km \| \| P \| 38° 00′ S, 61° 48′ E / 38.0°S,61.8°E \| 18 km \| \| Q \| 39° 30′ S, 67° 18′ E / 39.5°S,67.3°E \| 30 km \| \| R \| 39° 54′ S, 69° 06′ E / 39.9°S,69.1°E \| 17 km \| \| S \| 39° 06′ S, 68° 00′ E / 39.1°S,68.0°E \| 15 km \| \| T \| 37° 48′ S, 63° 06′ E / 37.8°S,63.1°E \| 10 km \| \| U \| 35° 42′ S, 68° 12′ E / 35.7°S,68.2°E \| 20 km \| \| V \| 35° 42′ S, 65° 36′ E / 35.7°S,65.6°E \| 58 km \| \| W \| 37° 06′ S, 71° 06′ E / 37.1°S,71.1°E \| 32 km \| \| X \| 33° 54′ S, 63° 36′ E / 33.9°S,63.6°E \| 8 km \| \| Y \| 34° 18′ S, 65° 12′ E / 34.3°S,65.2°E \| 12 km \| \| Z \| 33° 30′ S, 63° 00′ E / 33.5°S,63.0°E \| 8 km \| |          |
| Furnerius | Coordenades | Diàmetre |
| A         | 33° 30′ S, 59° 00′ E / 33.5°S,59.0°E | 12 km    |
| B         | 35° 30′ S, 59° 54′ E / 35.5°S,59.9°E | 22 km    |
| C         | 33° 42′ S, 57° 48′ E / 33.7°S,57.8°E | 22 km    |
| D         | 37° 00′ S, 55° 54′ E / 37.0°S,55.9°E | 16 km    |
| E         | 34° 48′ S, 57° 06′ E / 34.8°S,57.1°E | 22 km    |
| F         | 36° 12′ S, 64° 00′ E / 36.2°S,64.0°E | 43 km    |
| G         | 38° 12′ S, 65° 24′ E / 38.2°S,65.4°E | 34 km    |
| H         | 37° 36′ S, 69° 30′ E / 37.6°S,69.5°E | 44 km    |
| J         | 34° 48′ S, 64° 12′ E / 34.8°S,64.2°E | 24 km    |
| K         | 38° 06′ S, 68° 06′ E / 38.1°S,68.1°E | 36 km    |
| L         | 38° 36′ S, 69° 54′ E / 38.6°S,69.9°E | 13 km    |
| N         | 33° 36′ S, 61° 06′ E / 33.6°S,61.1°E | 9 km     |
| P         | 38° 00′ S, 61° 48′ E / 38.0°S,61.8°E | 18 km    |
| Q         | 39° 30′ S, 67° 18′ E / 39.5°S,67.3°E | 30 km    |
| R         | 39° 54′ S, 69° 06′ E / 39.9°S,69.1°E | 17 km    |
| S         | 39° 06′ S, 68° 00′ E / 39.1°S,68.0°E | 15 km    |
| T         | 37° 48′ S, 63° 06′ E / 37.8°S,63.1°E | 10 km    |
| U         | 35° 42′ S, 68° 12′ E / 35.7°S,68.2°E | 20 km    |
| V         | 35° 42′ S, 65° 36′ E / 35.7°S,65.6°E | 58 km    |
| W         | 37° 06′ S, 71° 06′ E / 37.1°S,71.1°E | 32 km    |
| X         | 33° 54′ S, 63° 36′ E / 33.9°S,63.6°E | 8 km     |
| Y         | 34° 18′ S, 65° 12′ E / 34.3°S,65.2°E | 12 km    |
| Z         | 33° 30′ S, 63° 00′ E / 33.5°S,63.0°E | 8 km     |

### Altres referències
- (WGPSN), IAU Working Group for Planetary System Nomenclature. «Gazetteer of Planetary Nomenclature. 1:1 Million-Scale Maps of the Moon» (en anglès).  UAI / USGS, 13-02-2013. [Consulta: 6 abril 2016].
- Andersson, L. E.; Whitaker, E. A.,. NASA Catalogue of Lunar Nomenclature (en anglès).  NASA RP-1097, 1982.
- Blue, Jennifer. «Gazetteer of Planetary Nomenclature» (en anglès).  USGS, 25-07-2007. [Consulta: 2 gener 2012].
- Bussey, B.; Spudis, P.. The Clementine Atlas of the Moon (en anglès).  Nueva York: Cambridge University Press, 2004. ISBN 0-521-81528-2.
- Cocks, Elijah E.; Cocks, Josiah C.. Who's Who on the Moon: A Biographical Dictionary of Lunar Nomenclature (en anglès).  Tudor Publishers, 1995. ISBN 0-936389-27-3.
- McDowell, Jonathan. «Lunar Nomenclature» (en anglès).   Jonathan's Space Report, 15-07-2007. [Consulta: 2 gener 2012].
- Menzel, D. H.; Minnaert, M.; Levin, B.; Dollfus, A.; Bell, B. «Report on Lunar Nomenclature by The Working Group of Commission 17 of the IAU» (en anglès). Space Science Reviews, 12, 1971, pàg. 136.
- Moore, Patrick. On the Moon (en anglès).  Sterling Publishing Co, 2001. ISBN 0-304-35469-4.
- Price, Fred W. The Moon Observer's Handbook (en anglès).  Cambridge University Press, 1988. ISBN 0521335000.
- Rükl, Antonín. Atlas of the Moon (en anglès).  Kalmbach Books, 1990. ISBN 0-913135-17-8.
- Webb, Rev. T. W.. Celestial Objects for Common Telescopes, 6ª edición revisada (en anglès).  Dover, 1962. ISBN 0-486-20917-2.
- Whitaker, Ewen A. Mapping and Naming the Moon (en anglès).  Cambridge University Press, 2003. 978-0-521-54414-6.
- Wlasuk, Peter T. Observing the Moon (en anglès).  Springer, 2000. ISBN 1-85233-193-3.